# Vise premonitorii
Visele premonitorii reprezintă după autorii de scrieri despre paranormal informații sau întâmplări care se petrec în vis înainte ca ele să se manifeste în realitate, în lumea exterioară. De multe ori aceste vise exprimă doar tendința pe care ar urma-o evenimentele vieții reale dacă ele ar urma cursul lor din viața curentă. Subconștientul nostru captează evenimente, fapte, vibrații, tendințe și le interpretează fără ca conștientul nostru sa poată interveni.
Din punctul de vedere al psihiatriei, visele premonitorii sunt fie simple coincidențe, fie déjà vu.